# 李贤 (北朝)

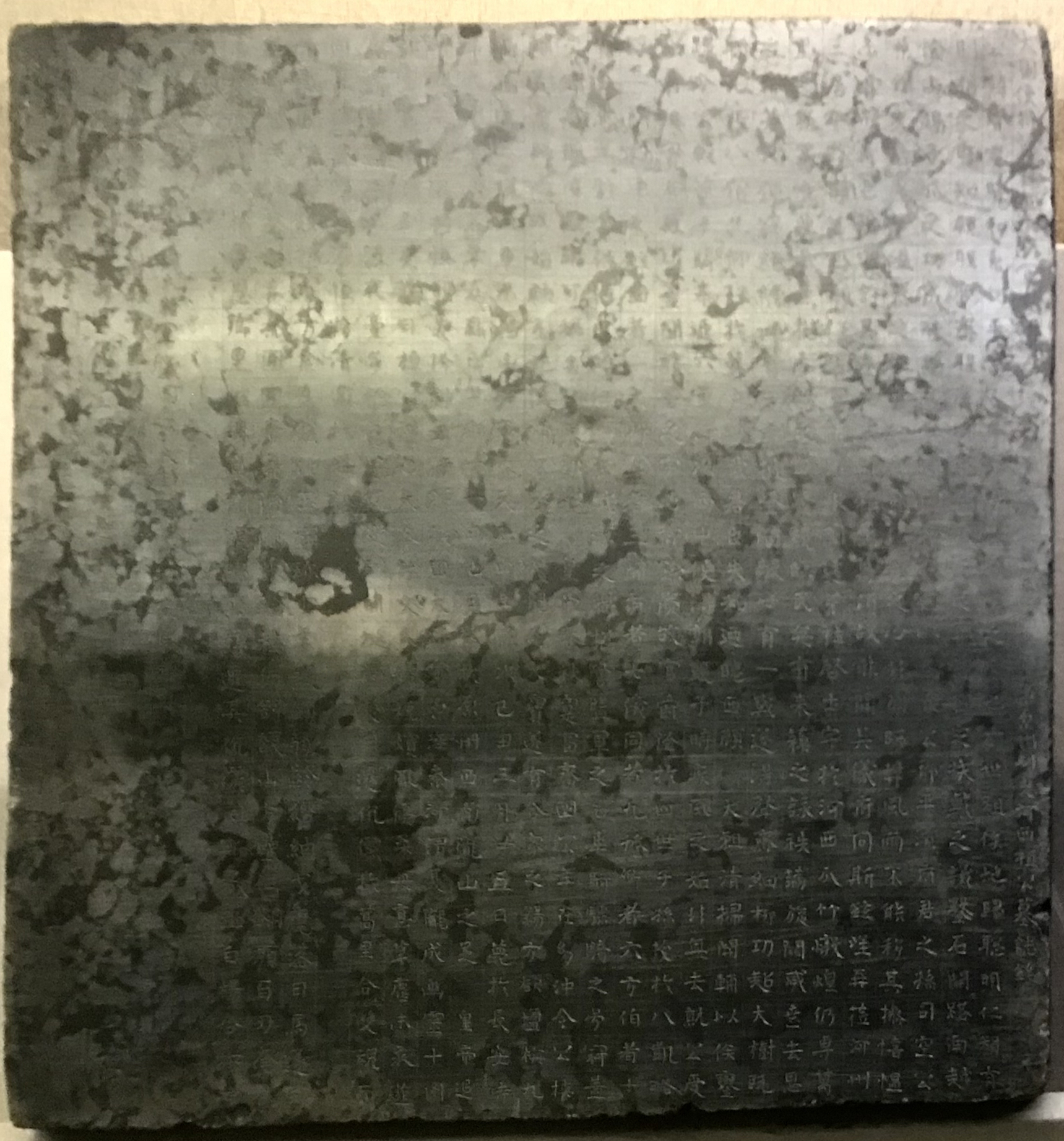
李賢墓誌.

李贤（504年—569年4月26日），字贤和，原州平高县（今宁夏回族自治区固原市原州区）人，自称陇西郡成纪县（今甘肃省秦安县）人，北魏、西魏、北周官员。

## 家世
自称祖籍是陇西成纪，李陵的后裔。十世祖俟地归后来随拓跋诘汾南下，获赐姓㩉拔氏。曾祖父，在魏太武帝时以子都督讨伐两山屠各胡（属匈奴族）时阵亡，追赠宁西将军、陇西郡守。祖父李斌（即墓志上的平凉府君），袭领父兵，镇守于平高(今宁夏固原)，遂成为平高人。父李文保（即墓志上的司空公原州史君），早卒。后来在西魏大统末年，因为李贤兄弟功勋卓著，被追赠泾原东秦三州刺史、司空。

## 生平
李贤十四岁丧父，诸弟由他抚养长大。北魏永安年间，李贤作为原州豪强，助尔朱天光驱逐万俟丑奴叛军党羽万俟道洛、费连少浑出原州，被任命为州主簿。并数次抵抗贼军，以军功累迁威烈将军、殿中将军、平高令。
后在宇文泰手下任抚军大将军、都督。532年北魏孝武帝西奔长安，李贤奉宇文泰之命率骑兵迎接护卫。封下邽县公，食邑一千户。不久授左都督、安东将军，还镇原州。
大统二年（536年），原州州民豆卢狼杀死都督大野树儿等，据州城反叛。李贤率敢死士三百人，分为两路，乘夜袭击贼军，追斩豆卢狼，平定叛乱，李贤升迁原州长史，不久掌管原州事。大统四年，莫折后炽寇掠泾州、原州一带，李贤乘贼军与行泾州事史宁交战之际，率数百骑直接偷袭后炽营地，收其妻子、僮隶五百余人，并辎重等。莫折后炽击败史宁军后，方欲追击，听闻李贤军至，掉头与李贤接战。李贤手斩十余级，生擒六人，大败贼军。
八年，李贤正式被授为原州刺史。十二年，随独孤信平定凉州宇文仲和，又抚慰西北张掖等五郡而还。十六年，迁骠骑大将军、开府仪同三司。他与宇文泰关系亲密，多次在原州接待宴请宇文泰。宇文泰之子宇文邕和宇文宪幼年养在李贤家中六年，并赐李贤妻子吴氏姓宇文氏，认为侄女。
魏恭帝元年（554年），进爵河西郡公，食邑增加到二千户。后因以弟李远之子李植因罪被杀，连坐除名。不久复授使持节、车骑大将军、仪同三司。此后李贤历任郢州、瓜州、河州、洮州刺史。天和四年（569年4月26日）在长安去世，时年六十有六。皇帝特赠柱国大将军、原泾秦河渭夏陇成豳灵十州诸军事、原州刺史，谥曰桓公。同年五月己丑朔廿一日己酉（569年6月20日）葬于原州西南陇山之足。1983年9月至12月，李贤夫妇墓在宁夏固原县南郊被发掘出土。

## 赐姓
武汉大学历史学院硕士研究生谭秋含指出，从墓志材料来看，李穆李贤兄弟之先祖建国㩉拔，并以之为姓，入魏后改姓李氏。史传记载李贤之弟李穆在西魏恭帝时被宇文泰赐姓“拓跋氏”，《周书·李穆传》诸版本原作“赐姓㩉跋氏”，后依《北史》将“㩉”改为“拓”; 过往研究也多认为“㩉拔”同“拓跋”，但实际上“㩉”与“拓”二字并不相通，出土文献中有许多“㩉”与“拓”字同时出现的情况。如《贺兰祥墓志》: “长女嫡拓拔氏，次女嫡达奚氏，次女嫡㩉拔氏，次女嫡乙弗氏，次女嫡拓拔氏。”《合方邑子百数十人造像记》中有“邑子始都督拓跋纂”和“邑子纂妻㩉拔女子”，一般来说，北朝造像记中的女性名字并不会冠夫姓，而是保留其本姓，那么㩉拔应当是“㩉拔女子”的本姓。已知拓跋氏内部有严格的通婚禁忌，则“拓跋”与“㩉拔”必然不能相通，两者应当是两个不同的姓氏。所以《周书》所做“㩉拔”是正确的。宇文泰赐予李穆李贤兄弟的胡姓应当就是其本姓㩉拔氏，只是在史传的书写中以“赐姓”的模式取代了复胡姓的史事。

## 墓葬

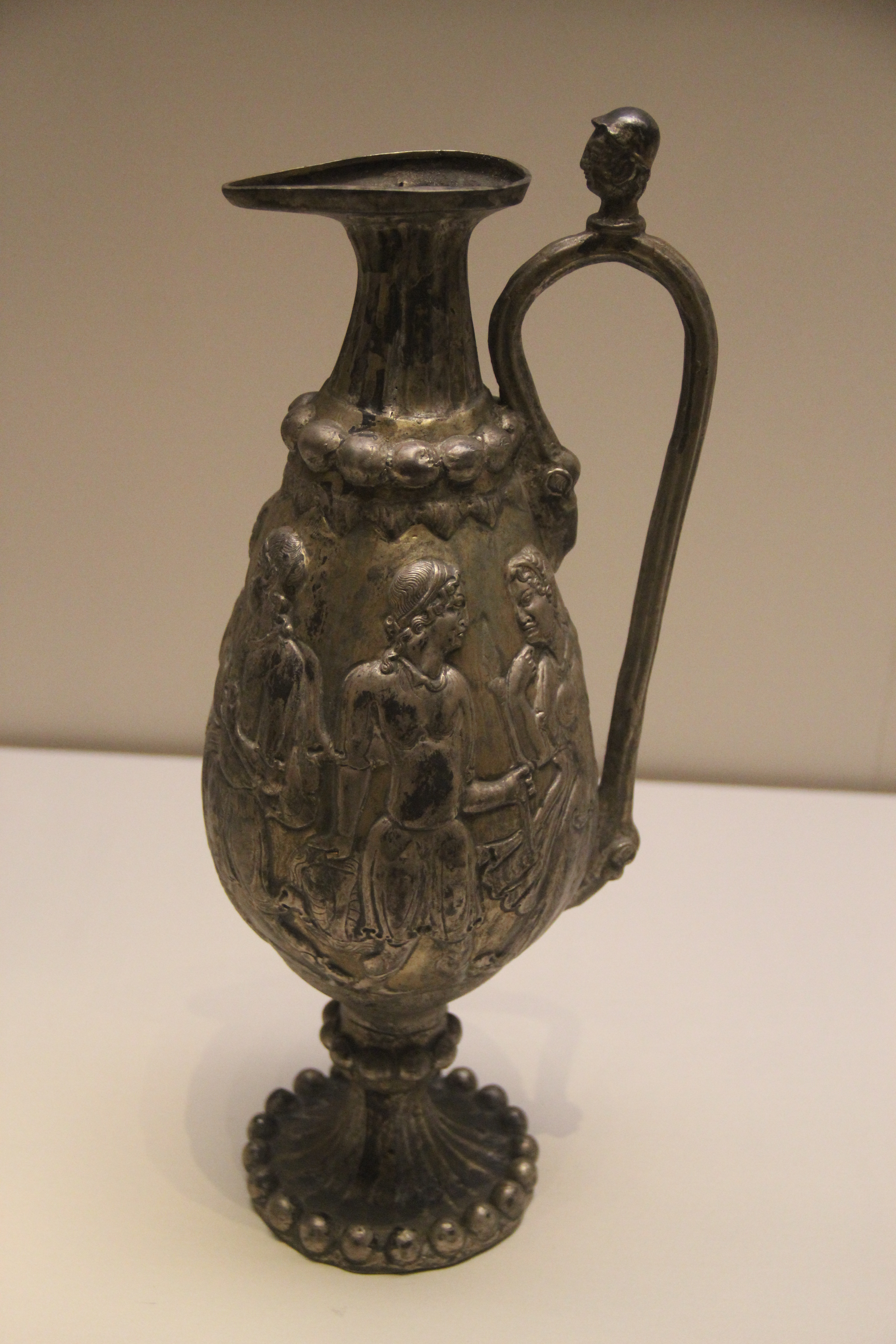
李贤墓葬的鎏金银壶.

1983年9月至12月，宁夏博物馆和原固原县文物工作站联合对固原县南郊乡深沟村的一座古墓进行了发掘。经发掘清理得知此墓为北周柱国大将军大都督李贤夫妇合葬墓，葬于北周天和四年（569年）。此墓虽经严重盗扰，但仍出土了金、银、铜、铁、陶、玉等各种质地的随葬品三百余件。李贤夫妇墓中出土的陶俑数量最多，多达255件，阵容庞大，气势恢宏。这些都是李贤墓生前宫室生活的一个缩影，充分反映了李贤生前作为北周柱国大将军出行时显赫的地位和庞大威武的仪卫阵容。其中鎏金银壶、金戒指、玻璃碗等具有非常珍贵的文物价值，均为国家一级文物，现藏固原博物馆。在墓道和墓室内还绘有壁画多幅。李贤墓是中国出土波斯和萨珊王朝金币最多的墓葬，对于研究丝绸之路有重要意义。
鎏金银壶是通过丝绸之路传到中国的萨珊风格金银器。壶通高37.5厘米，最大腹径12.8厘米，重1.5千克。表面鎏金，环形单把，把上方铸一高鼻深目、戴贴发软冠的人头。细长颈，腹部圆鼓，颈部与腹部连接处、束腰处及底座均饰有凸起的圆珠组成的联珠纹。壶腹部捶揲出男女3组人物图像，构成一幅连续的古希腊神话故事。“此壶是波斯萨珊系金银器在中国的重大发现，它的面世将固原、中亚、希腊联系到一起，堪称东西方文化交流中的艺术精品。鎏金银壶旁边摆放的便是凸钉玻璃碗。其造型精美，晶莹剔透，器形完整。碗高8厘米，口径9.5厘米，最大腹径9.8厘米，重245.6克。直口，矮圈足。内壁光洁，外壁饰以凸起的圆形装饰。整器呈碧绿色，内含分布均匀的小气泡。根据玻璃碗的成分和装饰判断，它是典型的萨珊王朝制品。
北周李贤墓考古发掘被列为1984年全国十大考古新发现之一。李贤墓室周围和墓道两壁本来有内容丰富，描绘精美的壁画40多幅，但因为历年来发生了多次的坍塌，导致损毁了一大半，仅仅残存了20多幅，这凸显出地方政府一向薄弱的文物意识。

## 家庭

### 曾祖
- 李富，赠宁西将军、陇西郡太守

### 祖父
- 李斌，袭领父兵，高平镇将

### 父亲
- 李文保，追赠泾原东秦三州刺史，大司空

### 兄弟姐妹
- 李远，北周柱国、小司寇、黎怀公
- 李穆，隋朝上柱国、太师、申明公
- 李氏，厍狄乐生母

### 妻妾
- 吴辉，高平人，祖吴兴宗，父吴洪愿，赐姓宇文氏，大统十三年岁次丁卯九月乙未朔廿六日庚申（547年10月25日）在州治去世，虚岁三十八，追赠长城郡君，同年十二月廿一日（548年1月17日）葬于高平，生李永贵、李永隆、李孝轨、李孝諲[9]
- 某氏，李询生母，曾逼冯小怜自杀

### 子女
- 李端，长子，使持节、车骑大将军、仪同三司、大都督、甘州刺史、怀德公
- 李吉，次子，平东将军、右银青光禄、大都督
- 李隆，第三子，使持节、车骑大将军、仪同三司、大都督、适乐侯
- 李轨，第四子，帅都督、升迁伯
- 李询，第五子，都督左侍上士
- 李諲，第六子
- 李纶，第七子
- 李孝忠，第八子
- 李孝礼，第九子
- 李孝依，第十子
- 李孝良，第十一子
- 李抱罕，第十二子
- 李氏，嫁北周上柱国、代奰王宇文达[10]

## 相关
- 固原北朝隋唐墓地